# حي الهناء
حي الهناء هو أحد احياء الدار البيضاء السكنية ويقع بين الحي الحسني وحي السلام بالدار البيضاء وعين الدياب وشارع غاندي.
الحي مكون من الفلات ومحدود من الجنوب بشارع سيدي عبد الرحمن ومن الشرق بشارع ابن سينا ومن الغرب بشارع عبد الكريم الخطابي.